# Anatolij Jakowlew
Anatolij Jakowlew (ros. Анатолий Яковлев, ur. w 1884) – szermierz, florecista reprezentujący Rosję, uczestnik igrzysk w Sztokholmie w 1912 roku, gdzie wystartował w indywidualnym turnieju florecistów.